# Inquisivi (província)
Inquisivi é uma província da Bolívia localizada no departamento de La Paz, sua capital é a cidade de Inquisivi.